# IC 4564
IC 4564 est une vaste (?) galaxie spirale située dans la constellation du Bouvier. Sa vitesse par rapport au fond diffus cosmologique est de 6 115 ± 6 km/s, ce qui correspond à une distance de Hubble de 90,2 ± 6,3 Mpc (∼294 millions d'al). Cette galaxie a été découverte par l'astronome américain Edward Barnard en 1890.
IC 4564 présente une large raie HI et c'est une galaxie à sursaut de formation d'étoiles.
À ce jour, trois mesures non basées sur le décalage vers le rouge (redshift) donnent une distance de 115,333 ± 1,528 Mpc (∼376 millions d'al), ce qui est à l'extérieur des valeurs de la distance de Hubble. Notons cependant que c'est avec la valeur moyenne des mesures indépendantes, lorsqu'elles existent, que la base de données NASA/IPAC calcule le diamètre d'une galaxie et qu'en conséquence le diamètre d'IC 4564 pourrait être d'environ 39,4 kpc (∼129 000 al) si on utilisait la distance de Hubble pour le calculer.

## Groupe d'IC 4562
Selon Abraham Mahtessian, IC 4564 fait partie du groupe d'IC 4562, la galaxie la plus brillante de ce groupe. Ce groupe de galaxies compte au moins six membres. Les cinq autres galaxies du groupe sont NGC 5934, NGC 5945, IC 4562, IC 4566 et IC 4567.